# NSD1
NSD1 – gen kodujący białko NSD1 (Nuclear receptor SET domain containing protein-1, białko receptora jądrowego zawierające domenę SET) o aktywności metylotansferazy histonów. 

## Gen
Gen NDS1 znajduje się w locus 5q35. Zawiera 23 eksony. 

## Białko

Schemat genu/ białka NDS1. Według Tatton-Brown et al., 2007

Białko NSD1 zawiera szereg funkcjonalnych domen białkowych, w tym dwie odrębne domeny interakcji z receptorami jądrowymi (nuclear receptor interaction domains, NID): NID+L i NID-L, pięć homeodomen zawierających motyw palca cynkowego (zinc-finger plant homeodomains, PHDI-PHDV), dwie domeny Pro-Trp-Trp-Pro, domenę SET (Su(var)3-9, wzmacniacz Zeste i Trithorax), domenę towarzyszącą SET bogatą w Cys (SAC) i motyw C5HCH. 
Stosunkowo słabo poznana jest jak dotąd funkcja białka NSD1 w komórce. Prawdopodobnie NSD1 odgrywa rolę w regulacji transkrypcji poprzez specyficzną metylację reszt lizynowych histonów (H3-K36 i H4-K20, za pośrednictwem domen SET i SAC), wiązanie do receptorów jądrowych za pośrednictwem domen NID+L i NID-L) oraz interakcje chromatyna-chromatyna mediowane przez domeny PHD i C5HCH.

## Rola w procesach patologicznych
Mutacje genu NSD1 stwierdzono u ponad 90% pacjentów z zespołem Sotosa. Mutacje tego genu stwierdzano też u części pacjentów z zespołem Weavera.